# Hoya rundumensis
Hoya rundumensis ist eine Pflanzenart der Gattung der Wachsblumen (Hoya) aus der Unterfamilie der Seidenpflanzengewächse (Asclepiadoideae). Sie ist bisher nur vom malaysischen Teil der Insel Borneo bekannt.

## Beschreibung

### Vegetative Merkmale
Hoya rundumensis ist eine epiphytisch wachsende Schlingpflanze. Mit an den Internodien direkt unterhalb der Knoten sitzenden Haftwurzeln ist sie am Untergrund befestigt. Die Sprossachse hat einen Durchmesser von 3 bis 5 Millimetern und ist nur jung teilweise flaumig behaart. Die Internodien sind 10 bis 20 Zentimeter, in Ausnahmefällen auch nur 5 Zentimeter lang.
Die Laubblätter sind in Blattstiel und Blattspreite gegliedert. Die flaumig behaarten Blattstiele sind drehrund, 15 bis 20 mm lang bei einem Durchmesser von ca. 3 mm. Die steifen, fleischigen, stark sukkulenten Blattspreiten sind bei einer Länge von selten 5 bis, meist 8 bis 15 Zentimetern sowie einer Breite von selten 3 bis, meist 4 bis 6 Zentimetern eiförmig bis elliptisch. Die mattgrüne Oberfläche ist schuppig und kahl. Die Fiedernervatur ist am frischen Exemplaren nicht sichtbar, bei getrockneten Material wird die Mittelrippe sehr schwach sichtbar. Die Blattbasis ist spitz und das obere Ende zugespitzt (akuminat). An der Basis der Spreiten sitzen ein oder zwei rundliche (Saft-)Drüsen.

### Generative Merkmale
Die flachen oder nur wenig gewölbten, doldenförmigen Blütenstände sind vielblütig mit bis zu 30 Blüten. Die ausdauernden Blütenstandsschäfte sind nach unten gebogen (positiv geotrop) und besitzen eine Länge von 10 bis 15 Zentimetern lang sowie einen Durchmesser von etwa 3 Millimetern. Die Blütenstiele sind 1 bis 3,5 Zentimeter lang bei einem Durchmesser von etwa 1 Millimeter. Die Länge nimmt vom Zentrum des Blütenstandes nach außen zu, die äußeren Blütenstiele sind zudem nach innen gekrümmt.
Die zwittrigen Blüten sind fünfzählig und zygomorph mit doppelter Blütenhülle. Die Blütenkrone ist zurückgeschlagen und hat einen Durchmesser von 7 bis 8 Millimetern bzw. 10 bis 12 Millimetern wenn die Kronblattzipfel ausgebreitet sind. Die Kronblätter sind etwa zur Hälfte verwachsen (Sympetalie). Die dreieckigen, nach außen gebogenen Kronblattzipfel mit spitzem oberen Ende sind dunkel rosafarben-rot. Sie sind innen flaumig behaart, die Spitzen sind kahl. Die staminale Nebenkrone ist 2 bis 2,5 Millimeter hoch und hat einen Durchmesser von 4 bis 5 Millimeter. Sie ist dunkelrot mit einem weißen Fleck im Zentrum. Die Zipfel der Nebenkrone sind eiförmig und auf der Oberseite abgeflacht; 2 bis 2,5 Millimeter lang und 1 bis 1,4 Millimeter breit. Der innere Fortsatz ist aufrecht und ist so hoch wie das Staubblatt. Der äußere Fortsatz ist in der Mitte geschlitzt (bilobat). Die länglichen, aufrecht stehenden Pollinia sind etwa 400 μm lang. Die „Caudiculae“ sind breit spatelförmig und breit geflügelt. Das „Retinaculum“ ist 150 μm lang und 90 μm breit.

## Geographische Verbreitung und Habitat
Hoya rundumensis wurde bisher in Sabah und Sarawak (Malaysia) gefunden. Sie wächst dort epiphytisch auf Bäumen in der unteren Zone tropischer Bergwälder in Höhenlagen von etwa 1000 Metern.

## Taxonomie
Die Erstbeschreibung erfolgte 2010 durch Ted Green (bot. Namenskürzel: T.Green) als Hoya plicata subsp. rundumensis in Asklepios, Band 108, S. 19. Der bei Rundum (Sabah, Malaysia) gesammelte Steckling wurde von Ted Green in seinem Garten in Kaaawa, Oʻahu, Hawaii, kultiviert und zur Blüte gebracht. Der Holotyp (Green 2010.001) wird im Herbarium des Bernice P. Bishop Museum in Honolulu, Oʻahu, Hawaii aufbewahrt.
Michele Rodda und Nadhanielle Simonsson Juhonewe werteten die Unterart zur Art auf, denn das Taxon zeigt signifikante Unterschiede zu Hoya plicata und Hoya micrantha. Die Laubblätter von Hoya rundumensis sind im Gegensatz zu den beiden genannten Arten stark sukkulent und hartblättrig. Die Oberfläche ist schuppig und rau. An der Blattbasis/Übergang zum Blattstiel befindet sich eine leichte Eintiefung. Bei Hoya plicata ist eine ähnliche leichte Vertiefung vorhanden, sie fehlt dagegen bei Hoya micrantha. Hoya rundumensis hat flaumig behaarte Blattstiele (wie bei Hoya micrantha), dagegen sind die Blattstiele bei Hoya plicata kahl.

## Belege